# Súzdal
Súzdal -Суздаль (rus)- és una ciutat de l'óblast de Vladímir, a Rússia, i el centre administratiu del raion de Súzdal. Es troba a 26 km de la ciutat de Vladímir, al nord-est de Moscou, sobre el riu Kamenka.

## Història

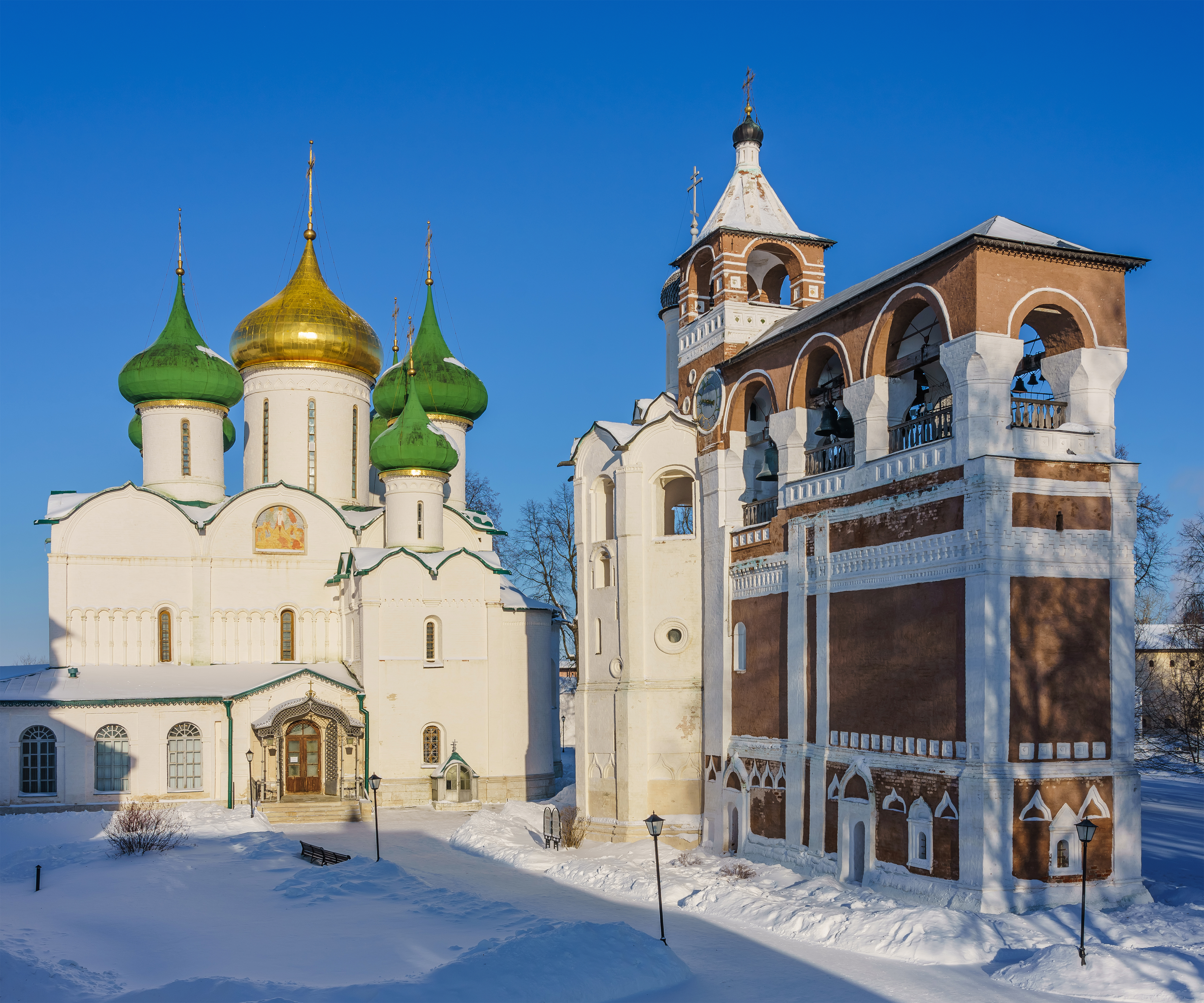
Monestir de Sant Eutimi, catedral de la Transfiguració i campanar

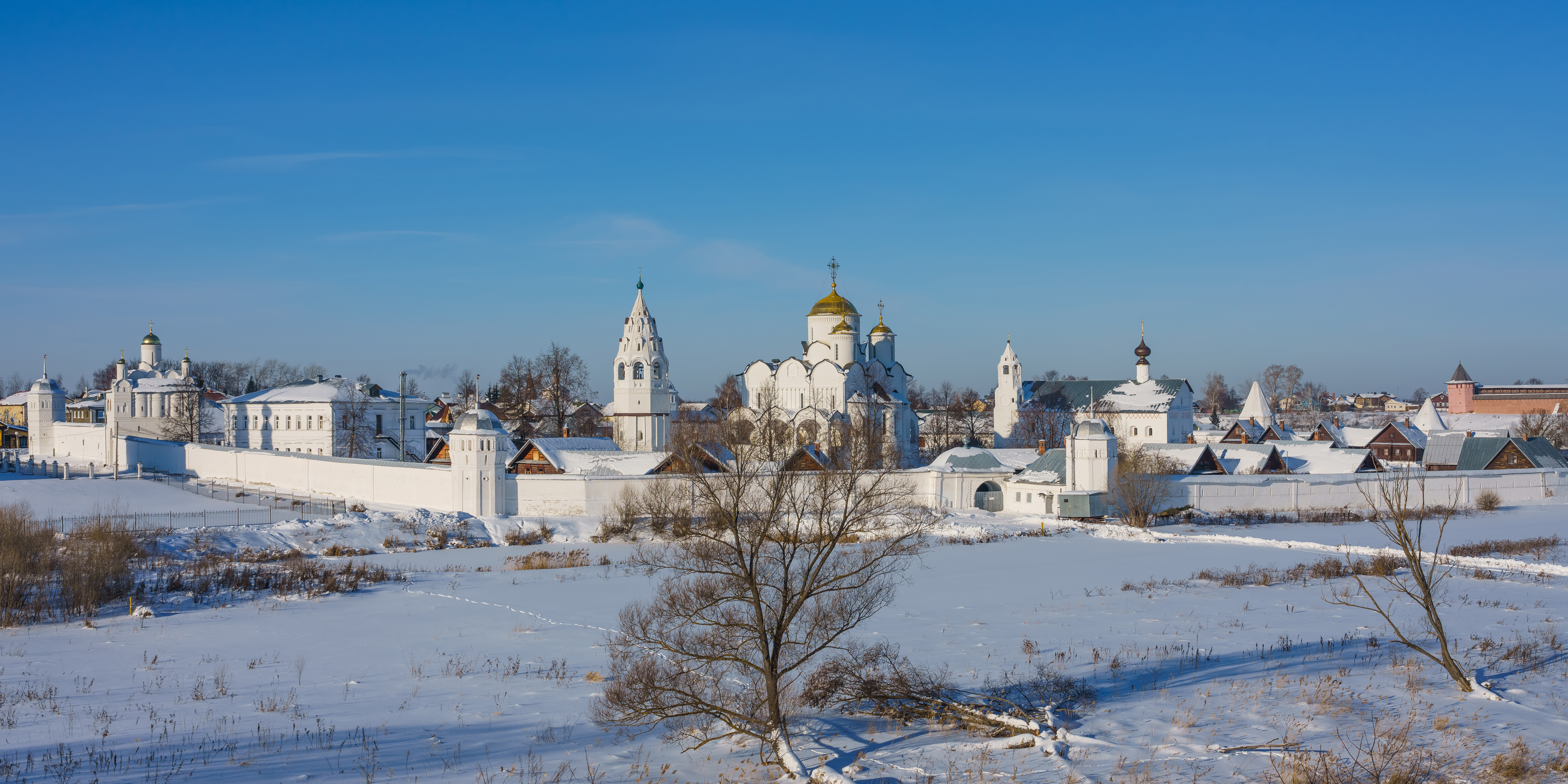
Convent de la Intercessió

La ciutat apareix per primera vegada en la història en l'any 1024. Va ser durant diversos centenars d'anys la capital de diversos principats russos, entre d'altres del principat de Vladímir-Súzdal. Súzdal és el bressol de l'estat rus, ja que els seus prínceps, esdevinguts prínceps de Vladímir i després de Moscou, haurien de ser els agrupadors «de totes les Rússies» abans de prendre el títol de tsar. Forma part de l'anell d'or de Rússia.
Després d'un declivi polític, la ciutat retrobà la seva importància en tant que centre religiós gràcies als seus nombrosos monestirs. La ciutat es va poder, fins i tot, enorgullir d'una proporció excepcional d'esglésies. Aquesta proporció fou, durant un període, de quaranta esglésies per a quatre-centes famílies. Actualment, la ciutat és una important destinació turística i s'hi poden trobar nombrosos exemples d'arquitectura russa, essencialment esglésies i monestirs. Tot i que hi viuen deu mil habitants, la ciutat no aparenta ser més que un poble, amb rierols, rius i animals de granja a l'interior fins i tot de la ciutat. Aquesta juxtaposició de monuments medievals excepcionals i de vida rural dona a Súzdal un encant particular, que atrau sobretot nombrosos artistes.

## Població
| 1897  | 1926  | 1939  | 1959  | 1970   | 1979   | 1989   | 2002   | 2008   |
| ----- | ----- | ----- | ----- | ------ | ------ | ------ | ------ | ------ |
| 8 000 | 6 600 | 6 600 | 9 000 | 10 200 | 11 500 | 12 063 | 11 357 | 10 998 |

## Agermanaments
- Évora  Portugal
- Rothenburg ob der Tauber  Alemanya
- Cles  Itàlia